# Sempervivum brevipilum
Sempervivum brevipilum ist eine Pflanzenart aus der Gattung der Hauswurzen (Sempervivum) in der Familie der Dickblattgewächse (Crassulaceae). Das Artepitheton brevipilum leitet sich von den lateinischen Worten brevis für ‚kurz‘ sowie pilus für ‚Haar‘ ab und verweist auf die kurz flaumhaarigen Laubblätter der Art.

## Beschreibung

### Vegetative Merkmale
Sempervivum brevipilum wächst als Rosettenpflanze mit einem Durchmesser von bis zu etwa 3 Zentimeter und kurzen Ausläufern. Die eiförmigen, spitz zulaufenden, bläulich grünen, gleichmäßig drüsig-flaumhaarigen Laubblätter sind zurückgebogen und ausgebreitet. Ihre Blattspreite ist 10 bis 20 Millimeter lang und etwa 7,5 Millimeter breit.

### Generative Merkmale
Die neun- bis elfzähligen Blüten weisen einen Durchmesser von 1 bis 1,5 Zentimeter auf. Ihre eiförmigen Kelchblätter sind kurz und ungewöhnlich fleischig. Die grünlich gelben Kronblätter weisen eine Länge von 5 bis 7 Millimeter auf. Die Staubfäden sind violett, die Nektarschüppchen gerundet und ausgebreitet.

## Systematik und Verbreitung
Sempervivum brevipilum ist in der Türkei in Zentral-Kleinasien sehr lokal in Ritzen von Kalkfelsen in Höhen von 1700 bis 2300 Metern verbreitet.
Die Erstbeschreibung durch Clara Winsome Muirhead wurde 1969 veröffentlicht.

## Nachweise